# Пољица (Врси)
Пољица је насеље код Задра, у сјеверозападној Далмацији. Припада општини Врси у Задарској жупанији, Република Хрватска.

## Географија
Налази се 10 километара сјеверно од Задра.

## Култура
У Пољици се налазе римокатоличка црква Св. Миховила изграђена 1857. године и православна црква Рођења Пресвете Богородице из 1868.

## Становништво
На попису становништва 2011. године, Пољица је имала 426 становника.
Срби углавном живе у издвојеном засеоку Пољаци, који се налази 4 км јужно од Пољице.

## Попис 1991.
На попису становништва 1991. године, насељено место Пољица је имало 1.139 становника, следећег националног састава:
| Попис 1991.‍   | Попис 1991.‍  | Попис 1991.‍ | Попис 1991.‍ | Попис 1991.‍ |
| ------------- | ------------ | ----------- | ----------- | ----------- |
|               |              |             |             |             |
| Хрвати        | Хрвати       |             | 759         | 66,63%      |
| Срби          | Срби         |             | 272         | 23,88%      |
| Југословени   | Југословени  |             | 15          | 1,31%       |
| Немци         | Немци        |             | 1           | 0,08%       |
| остали        | остали       |             | 2           | 0,17%       |
| неопредељени  | неопредељени |             | 29          | 2,54%       |
| непознато     | непознато    |             | 61          | 5,35%       |
| укупно: 1.139 |              |             |             |             |

## Презимена
| - Бабац — Православци, славе Ђурђевдан - Берам — Римокатолици - Беретин — Римокатолици - Бушљета — Римокатолици - Видајић — Римокатолици - Вучковић — Римокатолици - Дадић — Римокатолици - Дражић — Римокатолици - Зекановић — Римокатолици - Јурлина — Римокатолици | - Кнежевић — Римокатолици - Којић — Римокатолици - Мамић — Римокатолици - Маринковић — Православци, славе Св. Архангела Михаила - Матијевић — Римокатолици - Палека — Римокатолици - Петешић — Римокатолици - Пољак — Православци, славе Ђурђевдан - Утковић — Римокатолици - Штулина — Римокатолици |